# Lilla Stenskär, Borgå
Lilla Stenskär är en ö i Finland. Den ligger i Finska viken och i kommunen Borgå i den ekonomiska regionen  Borgå i landskapet Nyland, i den södra delen av landet. Ön ligger omkring 44 kilometer öster om Helsingfors.
Öns area är 0,3 hektar och dess största längd är 90 meter i öst-västlig riktning.